# Berkan Durdu
Berkan Durdu (* 26. November 1998 in Bergisch Gladbach) ist ein türkisch-deutscher Fußballspieler.

## Karriere

### Verein
Durdu spielte für die Jugendmannschaften der Vereine 1.FC Köln, Alemannia Aachen, Borussia Mönchengladbach und Fortuna Düsseldorf. Er startete seine Profikarriere 2017 beim türkischen Viertligisten Yeni Malatyaspor. Nach einer Saison beim bulgarischen Erstligisten Dunaw Russe, bei der er einmal im bulgarischen Pokal zum Einsatz kam, wechselte er wieder in die türkische 3. Lig zu Gölcükspor.
Seit 2022 spielt er bei Blau-Weiß Hand als Amateur.